# Psofida
Psofida este un oraș în Grecia în prefectura Ahaia.